# Михайлов, Александр Васильевич
Алекса́ндр Васи́льевич Миха́йлов (1859—1927) — русский и советский филолог, историк русского языка, литературы и письменности; член-корреспондент АН СССР (02.12.1922).

## Биография
Родился 22 марта (3 апреля) 1859 года в Санкт-Петербурге.
Окончил Холмскую гимназию в 1880 году и историко-филологический факультет Московского университета в 1884 году. Был оставлен при университете для подготовки к профессорскому званию. В 1888 году сдал магистерский экзамен и в следующем году был направлен слушать лекции в Венском и Берлинском университетах. Изучая славянские рукописи во многих европейских городах, в 1890 году он обнаружил в Венской придворной библиотеке сербский список «Учительного евангелия» XIV века.
Вернувшись в 1892 году в Россию, был направлен Министерством просвещения изучать древлехранилища Москвы, Санкт-Петербурга и некоторых провинциальных городов с целью изучения библейских рукописей. В 1895 году он был определён лектором русского языка в Варшавский университет.
В 1904 году защитил магистерскую диссертацию «К вопросу о литературном наследии святых Кирилла и Мефодия в глаголических хорватских миссалах и бревиариях», а в 1913 году — докторскую диссертацию на тему «Опыт изучения Книги Бытия. Паремийная редакция»; в 1915 году был отмечен Академией наук большой Ломоносовской премией. С 1905 года — экстраординарный, а с 1913 года — ординарный профессор. В 1914 годы был уволен из университета по прошению и с 1915 года стал преподавать в Московском университете.
Состоял членом Комиссии по составлению диалектологической карты русского языка. Возглавлял кафедру русского языка и русской литературы историко-филологического факультета Московского университета с 1919 по 1922 год. Преподавал также в Костромском педагогическом институте (1920—1923) и педагогическом факультете Смоленского университета (1923—1924).
С 1908 года состоял членом комиссии по изданию памятников древнерусской письменности; с 1914 года — членом Московского археологического общества. Также он входил в состав Диалектологической комиссии, Словарной комиссии и Библейской комиссии. Для Библейской комиссии он, как инициатор научного издания славянской Библии (ещё в 1903 году), о в течение 1915—1922 годов подготовил правила издания древнеславянских текстов.
Умер 10 августа 1927 года в Москве. Похоронен на Ваганьковском кладбище.